# Евстафьев, Георгий Алексеевич
Георгий Алексеевич Евстафьев (6 апреля 1924, Новоселье, Ленинградская губерния — 3 июня 1975, Бердянск, Запорожская область) — полковник Советской армии, участник Великой Отечественной войны, Герой Советского Союза (1943).

## Биография
Родился 6 апреля 1924 года в селе Новоселье (ныне — Струго-Красненский район Псковской области). Получил неполное среднее образование. В июне 1941 года был призван на службу в Рабоче-крестьянскую Красную Армию. В том же году он окончил ускоренный курс Лепельского военного пехотного училища. С сентября 1941 года — на фронтах Великой Отечественной войны. Участвовал в боях под Мурманском, был ранен. К октябрю 1943 года старший лейтенант Георгий Евстафьев командовал 102-й отдельной разведротой 152-й стрелковой дивизии 46-й армии 3-го Украинского фронта. Отличился во время битвы за Днепр.
В ночь с 18 на 19 октября 1943 года Евстафьев во главе разведгруппы переправился через Днепр в районе села Диёвка (ныне — в черте Днепропетровска). Группе удалось обнаружить пулемёты, миномёты, артиллерийских батарей и линии заграждения, а затем передать эти сведения в штаб дивизии. Когда противник обнаружил и атаковал группу, бойцы Евстафьева удерживали свои позиции до подхода подкреплений. В бою Евстафьев был контужен, но продолжал сражаться.
Указом Президиума Верховного Совета СССР от 1 ноября 1943 года за «мужество, отвагу и героизм, проявленные в борьбе с немецкими захватчиками», старший лейтенант Георгий Евстафьев был удостоен высокого звания Героя Советского Союза с вручением ордена Ленина и медали «Золотая Звезда» за номером 1955.
За время своего участия в войне Евстафьев уничтожил более 200 солдат и офицеров противника, захватил в плен ещё 76. После окончания войны он продолжил службу в Советской Армии. В 1946 году был демобилизован, но в 1953 году повторно призван на службу. Окончил Высшую разведывательную школу, Ленинградскую партийную школу, Высшие академические курсы при Военно-политической академии. Проходил службу на территории Венгрии и Чехословакии, а с 1962 года был начальником политотдела военного полигона в Бердянске. Скончался 3 июня 1975 года, похоронен на Старом кладбище Бердянска.
Был также награждён орденом Отечественной войны 1-й степени и двумя орденами Красной Звезды, рядом медалей.
Памятник Евстафьеву установлен в Днепропетровске, в его честь названа улица в Бердянске.